# Faridabad
Faridabad pronunciationⓘ (Hindi: फरीदाबाद) là một thành phố công nghiệp và trung tâm dân số của bang Haryana, Bắc Ấn Độ. Thành phố này tọa lạc ở quận Faridabad. Thành phố này được thành lập năm 1607 bởi Shaikh Farid, treasurer of Jahangir, với mục tiêu bảo vệ tuyến đường chạy qua thị xã này. Shaikh Farid cho xây một pháo đài, một bể chứa và một nhà thờ Hồi giáo mà hiện nay là phế tích. Sau này, thị xã này đã thanh tổng hành dinh của một pargana được giữ trong jagir bởi người cai trị Ballabgarh. Faridabad đã trở thành quận thứ 12 của bang Haryana vào ngày 15 tháng 8 năm 1979. 